# Anticlea sachalinensis
Anticlea sachalinensis är en nysrotsväxtart som först beskrevs av Friedrich Schmidt, och fick sitt nu gällande namn av Wendy Beth Zomlefer och Walter Stephen Judd. Anticlea sachalinensis ingår i släktet Anticlea och familjen nysrotsväxter. Inga underarter finns listade.